# Outer Solar System Origins Survey
Outer Solar System Origins Survey (OSSOS) é um programa de pesquisa para a detecção e observação de objetos transnetunianos.
Este importante programa, de um período de quatro anos para um total de 560 horas de observação entre 2013 e 2016, é liderado por Brett Gladman da Universidade da Colúmbia Britânica, no Canadá. O objetivo deste programa é encontrar e seguir mil objetos transnetunianos através da câmera Megaprime instalada no telescópio Canadá-França-Havaí.